# サウザンリーフ市原
サウザンリーフ市原（サウザンリーフいちはら）は、千葉県市原市に本拠地を置き、日本野球連盟に加盟する社会人野球のクラブチームである。

## 概要
2004年に経営母体となる特定非営利活動法人が設立され、2005年に日本野球連盟に加盟したチームである。
チーム名の「サウザンリーフ」は、「千葉」を英訳したthousand leafからきている（文法的にはthousand leavesが正しく、チームのペットマークにはthousand leavesと表記されている）。
創立時には、総監督兼内野手として元日本ハムの広瀬哲朗を迎えた。広瀬はその後、北海道にて北海道マーリンズを立ち上げ移籍した。
チーム設立後初の公式戦となった都市対抗野球兼クラブ選手権千葉県1次予選では、7チーム中4位に食い込み健闘を見せた。また、これに続くクラブ選手権南関東2次予選では代表決定戦まで駒を進めたが、横浜金港クラブに敗れた。
2006年、都市対抗野球の千葉1次予選ではかずさマジック、日本選手権の千葉1次予選ではJFE東日本の企業2チームを相手にそれぞれ互角の戦いを見せた。
2007年、澤井良輔や鳥谷部健一の千葉県出身の元プロ野球選手に加えてライバルチームだった千葉熱血MAKINGの主力選手が大量に加入して戦力がアップした結果、クラブ選手権初出場を果たした。しかし同年オフ、BCリーグ・群馬ダイヤモンドペガサスの設立に伴って主力選手がトライアウトに合格して大量に移籍した。
2013年、6年ぶりとなるクラブ選手権出場を果たすも、1回戦で同年の優勝チームである和歌山箕島球友会に2-3で敗れた。

## 沿革
- 2004年 - 特定非営利活動法人「サウザンリーフ市原」設立
- 2005年 - クラブチーム「サウザンリーフ市原」、日本野球連盟に加盟
- 2007年 - 全日本クラブ野球選手権大会初出場

## 主な大会の出場歴・最高成績
- 全日本クラブ野球選手権大会 - 出場2回

## 元プロ野球選手の競技者登録
- 広瀬哲朗：総監督兼内野手（元日本ハムファイターズ、退部）
- 与田剛：投手コーチ（元中日ドラゴンズ、千葉ロッテマリーンズ、日本ハム、阪神タイガース、退部）→ 退部後の2019年より中日ドラゴンズ監督
- 澤井良輔：選手兼コーチ（元ロッテ、退部）
- 山田憲：内野手（元日本ハム、退部）
- 鳥谷部健一：投手（元西武ライオンズ、中日、退部）